# Protracheoniscus hirsutulus
Protracheoniscus hirsutulus är en kräftdjursart som beskrevs av Karl Wilhelm Verhoeff1930. Protracheoniscus hirsutulus ingår i släktet Protracheoniscus och familjen Trachelipodidae. Inga underarter finns listade i Catalogue of Life.